# Comuna Salne, Nijîn
Salne (în ucraineană Сальне) este o comună în raionul Nijîn, regiunea Cernihiv, Ucraina, formată din satele Sadove și Salne (reședința).

## Demografie
Componența lingvistică a comunei Salne
     Ucraineană (97,49%)
     Rusă (2,27%)
     Alte limbi (0,24%)
Conform recensământului din 2001, majoritatea populației comunei Salne era vorbitoare de ucraineană (97,49%), existând în minoritate și vorbitori de rusă (2,27%).